# Bostançı
Bostançı (ryska: Бостанчы) är en ort i Azerbajdzjan.   Den ligger i distriktet Xaçmaz Rayonu, i den nordöstra delen av landet, 170 km nordväst om huvudstaden Baku. Bostançı ligger 18 meter över havet och antalet invånare är 1 688.
Terrängen runt Bostançı är platt. Närmaste större samhälle är Xudat, 5,7 km nordväst om Bostançı.
Trakten runt Bostançı består till största delen av jordbruksmark. Runt Bostançı är det ganska tätbefolkat, med 129 invånare per kvadratkilometer.